# James Murray, I barone Glenlyon
James Murray, I Barone Glenlyon (Dunkeld, 29 maggio 1782 – Londra, 12 ottobre 1837), è stato un politico e ufficiale scozzese.

## Biografia
Era il figlio di John Murray, IV duca di Atholl, e della sua prima moglie, Lady Jane Cathcart, figlia di Charles Cathcart, IX Lord Cathcart.

## Carriera
Si arruolò nell'esercito nel 1798 e raggiunse il grado di maggiore generale nel 1819. Nel 1807 fu eletto membro del parlamento per il Perthshire, ricoprendo il seggio fino al 1812. Dal 1812 prestò servizio come Gentleman of the Bedchamber e fu anche aiutante di campo del Principe Reggente (1813-1819). Fu creato barone Glenlyon il 17 luglio 1821, e fu promosso a Tenente generale nel 1837.
Ha inoltre gestito gli affari di famiglia a nome di suo fratello John Murray, V duca di Atholl, che era stato dichiarato pazzo all'età di 20 anni.
Secondo i Legacies of British Slave-Ownership presso l'University College di Londra, Glenlyon ricevette un pagamento come commerciante di schiavi all'indomani dello Slavery Abolition Act 1833 con lo Slave Compensation Act 1837.

## Matrimonio
Sposò, il 19 maggio 1810 a St Martin-in-the-Fields, Lady Emily Frances Percy (7 gennaio 1789-21 giugno 1844), figlia del generale Hugh Percy, II duca di Northumberland. Ebbero quattro figli:
- Frances Julia Murray (?-4 novembre 1868), sposò Charles Henry Maynard, non ebbero figli[5] ;
- Charlotte Augusta Leopoldina Murray (?-2 maggio 1889), sposò Court Granville, non ebbero figli[5];
- George Murray, VI duca di Atholl (20 settembre 1814-16 gennaio 1864);
- James Charles Plantagenet Murray (8 dicembre 1819-3 giugno 1874), sposò Elizabeth Marjory Fairholme, non ebbero figli[5].

## Morte
Morì presso il Fenton's Hotel, a Londra, il 12 ottobre 1837, all'età di 55 anni e fu sepolto a Dunkeld.

## Ascendenza
|                                       |                                          |                                      | Genitori                                    |  |  | Nonni |  |  | Bisnonni         |  |  | Trisnonni                         |  |
|                                       |                                          |                                      |                                             |  |  |       |  |  | 8. George Murray |  |  | 16. John Murray, I duca di Atholl |  |
|                                       |                                          |                                      |                                             |  |  |       |  |  | 8. George Murray |  |  | 16. John Murray, I duca di Atholl |  |
|                                       |                                          | 17. Catherine Douglas                |                                             |  |  |       |  |  | 8. George Murray |  |  |                                   |  |
| 4. John Murray, III duca di Atholl    |                                          |                                      |                                             |  |  |       |  |  | 8. George Murray |  |  |                                   |  |
|                                       |                                          | 9. Amelia Murray                     | 18. James Murray                            |  |  |       |  |  |                  |  |  |                                   |  |
|                                       |                                          | 9. Amelia Murray                     | 18. James Murray                            |  |  |       |  |  |                  |  |  |                                   |  |
|                                       |                                          | 9. Amelia Murray                     | 19. Amelia Murray                           |  |  |       |  |  |                  |  |  |                                   |  |
| 2. John Murray, IV duca di Atholl     |                                          | 9. Amelia Murray                     |                                             |  |  |       |  |  |                  |  |  |                                   |  |
|                                       |                                          | 10. James Murray, II duca di Atholl  | 20. John Murray, I duca di Atholl (= 16)    |  |  |       |  |  |                  |  |  |                                   |  |
|                                       |                                          | 10. James Murray, II duca di Atholl  | 20. John Murray, I duca di Atholl (= 16)    |  |  |       |  |  |                  |  |  |                                   |  |
|                                       |                                          | 10. James Murray, II duca di Atholl  | 21. Catherine Douglas (= 17)                |  |  |       |  |  |                  |  |  |                                   |  |
| 5. Charlotte Murray                   |                                          | 10. James Murray, II duca di Atholl  |                                             |  |  |       |  |  |                  |  |  |                                   |  |
|                                       |                                          | 11. Jane Frederick                   | 22. Thomas Frederick                        |  |  |       |  |  |                  |  |  |                                   |  |
|                                       |                                          | 11. Jane Frederick                   | 22. Thomas Frederick                        |  |  |       |  |  |                  |  |  |                                   |  |
|                                       |                                          | 11. Jane Frederick                   | 23. Leonora Maresco                         |  |  |       |  |  |                  |  |  |                                   |  |
| 1. James Murray, I barone Glenlyon    |                                          | 11. Jane Frederick                   |                                             |  |  |       |  |  |                  |  |  |                                   |  |
|                                       | 12. Charles Cathcart, VIII Lord Cathcart | 24. Alan Cathcart, VII Lord Cathcart |                                             |  |  |       |  |  |                  |  |  |                                   |  |
|                                       | 12. Charles Cathcart, VIII Lord Cathcart | 24. Alan Cathcart, VII Lord Cathcart |                                             |  |  |       |  |  |                  |  |  |                                   |  |
|                                       | 12. Charles Cathcart, VIII Lord Cathcart | 25. Elizabeth Dalrymple              |                                             |  |  |       |  |  |                  |  |  |                                   |  |
| 6. Charles Cathcart, IX Lord Cathcart | 12. Charles Cathcart, VIII Lord Cathcart |                                      |                                             |  |  |       |  |  |                  |  |  |                                   |  |
|                                       |                                          | 13. Marion Shaw                      | 26. John Shaw, III baronetto                |  |  |       |  |  |                  |  |  |                                   |  |
|                                       |                                          | 13. Marion Shaw                      | 26. John Shaw, III baronetto                |  |  |       |  |  |                  |  |  |                                   |  |
|                                       |                                          | 13. Marion Shaw                      | 27. Margaret Dalrymple                      |  |  |       |  |  |                  |  |  |                                   |  |
| 3. Jane Cathcart                      |                                          | 13. Marion Shaw                      |                                             |  |  |       |  |  |                  |  |  |                                   |  |
|                                       |                                          | 14. Archibald Hamilton               | 28. William Douglas                         |  |  |       |  |  |                  |  |  |                                   |  |
|                                       |                                          | 14. Archibald Hamilton               | 28. William Douglas                         |  |  |       |  |  |                  |  |  |                                   |  |
|                                       |                                          | 14. Archibald Hamilton               | 29. Anne Hamilton, III duchessa di Hamilton |  |  |       |  |  |                  |  |  |                                   |  |
| 7. Jane Hamilton                      |                                          | 14. Archibald Hamilton               |                                             |  |  |       |  |  |                  |  |  |                                   |  |
|                                       |                                          | 15. Jane Hamilton                    | 30. James Hamilton, VI conte di Abercorn    |  |  |       |  |  |                  |  |  |                                   |  |
|                                       |                                          | 15. Jane Hamilton                    | 30. James Hamilton, VI conte di Abercorn    |  |  |       |  |  |                  |  |  |                                   |  |
|                                       |                                          | 15. Jane Hamilton                    | 31. Elizabeth Reading                       |  |  |       |  |  |                  |  |  |                                   |  |
|                                       |                                          | 15. Jane Hamilton                    |                                             |  |  |       |  |  |                  |  |  |                                   |  |